# Bereznikí (Sóbinka)
|  | Per a altres significats, vegeu «Bereznikí (desambiguació)». |

Bereznikí (en rus: Березники) és un poble de l'óblast de Vladímir, a Rússia, segons el cens del 2010 tenia 465 habitants. Pertany al districte municipal de Sóbinka.